# خولیو کریسوستو
خولیو کریسوستو (اسپانیایی: Julio Crisosto‎؛ زادهٔ ۲۱ مارس ۱۹۵۰) بازیکن فوتبال، و سرمربی (فوتبال) اهل شیلی است.

## باشگاهی
از باشگاه‌هایی که در آن بازی کرده‌است می‌توان به باشگاه فوتبال کولو-کولو اشاره کرد.